# British Academy

Logotyp.

British Academy är ett brittiskt vetenskapssamfund, grundat i London 1901.
British Academy är uppdelat på flera sektioner, räknar 150 ordinarie ledamöter och utger bland annat Proceedings, Schweich lectures on biblical archaeology och Social and economic records.
Akademins medlemmar kan tillfoga "FBA" - Fellows of the British Academy - efter sina namn.